# Campionati mondiali di slittino 2023
I Campionati mondiali di slittino 2023 furono la cinquantunesima edizione della rassegna iridata dello slittino, manifestazione organizzata negli anni non olimpici dalla Federazione Internazionale Slittino. Si tennero dal 27 al 29 gennaio 2023 a Oberhof, in Germania, sulla pista omonima, la stessa sulla quale si svolsero le competizioni mondiali del 1973, del 1985 e del 2008; con l'introduzione della disciplina del doppio donne furono disputate gare in nove differenti specialità: nel singolo femminile, nel singolo maschile, nel doppio femminile, nel doppio maschile, nelle stesse quattro prove dello sprint e nella gara a squadre.
In seguito all'invasione dell'Ucraina il comitato esecutivo della FIL, in una riunione straordinaria tenutasi il 2 marzo 2022 a Berchtesgaden, decise di escludere gli atleti russi da tutte le competizioni disputate sotto la sua egida, detta disposizione fu poi successivamente riconfermata anche nel convegno svoltosi ad Imst il 24 settembre 2022, in vista dell'imminente inizio della stagione agonistica, conseguentemente nessun slittinista russo poté gareggiare in questi campionati mondiali.
Anche in questa edizione, come ormai da prassi iniziata nella rassegna di Cesana Torinese 2011, furono attribuiti anche i titoli mondiali under 23 con la modalità della "gara nella gara", premiando gli atleti meglio piazzati nelle prove "classiche" del singolo e del doppio.
Vincitrice del medagliere fu la nazionale tedesca, che conquistò otto titoli sui nove in palio e sedici medaglie delle ventisette assegnate in totale: quelle d'oro furono ottenute da Anna Berreiter nel singolo femminile, da Dajana Eitberger nel singolo sprint donne, da Felix Loch nel singolo sprint uomini, da Jessica Degenhardt e Cheyenne Rosenthal nel doppio donne e nel doppio sprint femminile, da Toni Eggert e Sascha Benecken nel doppio uomini e nel doppio sprint maschile e dagli stessi Berreiter, Eggert e Benecken con Max Langenhan nella prova a squadre; nella gara del singolo maschile la vittoria andò all'austriaco Jonas Müller.
Gli unici atleti che riuscirono a salire per tre volte sul podio in questa rassegna iridata furono i tedeschi Anna Berreiter, Max Langenhan, Toni Eggert e Sascha Benecken e gli austriaci Jonas Müller, Yannick Müller e Armin Frauscher; due medaglie le ottennero gli altri teutonici Dajana Eitberger, Julia Taubitz, Jessica Degenhardt, Cheyenne Rosenthal, Tobias Wendl e Tobias Arlt, le austriache Selina Egle e Lara Kipp e le italiane Andrea Vötter e Marion Oberhofer.

## Risultati

### Singolo donne
La gara fu disputata il 28 gennaio 2023 nell'arco di due manches e presero parte alla competizione 37 atlete in rappresentanza di 17 differenti nazioni. Campionessa uscente era la tedesca Julia Taubitz, che concluse la prova al secondo posto, ed il titolo fu conquistato dalla connazionale Anna Berreiter, al suo primo podio mondiale nella specialità, mentre terza giunse l'altra teutonica Dajana Eitberger, già un'altra volta a medaglia nel singolo.
La speciale classifica riservata alle atlete under 23 vide primeggiare la tedesca Merle Fräbel sulle austriache Lisa Schulte e Hannah Prock, classificatesi rispettivamente quinta, sesta e nona nella gara senior.
| Pos. | Atlete           | Nazione  | Tempo    | Distacco |
| ---- | ---------------- | -------- | -------- | -------- |
|      | Anna Berreiter   | Germania | 1'23"991 | –        |
|      | Julia Taubitz    | Germania | 1'24"049 | +0"058   |
|      | Dajana Eitberger | Germania | 1'24"107 | +0"116   |
| 4    | Madeleine Egle   | Austria  | 1'24"168 | +0"177   |
| 5    | Merle Fräbel     | Germania | 1'24"203 | +0"212   |
| 6    | Lisa Schulte     | Austria  | 1'24"372 | +0"381   |
| 7    | Andrea Vötter    | Italia   | 1'24"477 | +0"486   |
| 8    | Kendija Aparjode | Lettonia | 1'24"652 | +0"661   |
| 9    | Hannah Prock     | Austria  | 1'24"663 | +0"672   |
| 10   | Natalie Maag     | Svizzera | 1'24"709 | +0"718   |

### Singolo uomini
La gara fu disputata il 29 gennaio 2023 nell'arco di due manches e presero parte alla competizione 31 atleti in rappresentanza di 15 differenti nazioni; campione uscente era il russo Roman Repilov, non presente alla prova, ed il titolo fu conquistato dall'austriaco Jonas Müller, già medaglia d'argento in un'altra edizione nel medesimo evento, davanti al tedesco Max Langenhan, al suo primo podio iridato nella specialità, ed all'altro austriaco David Gleirscher, che confermò il bronzo ottenuto negli scorsi mondiali.
La speciale classifica riservata agli atleti under 23 vide primeggiare il tedesco Timon Grancagnolo sul connazionale David Nößler e sul lettone Gints Bērziņš, classificatisi rispettivamente settimo, ottavo e nono nella gara senior.
| Pos. | Atleti            | Nazione  | Tempo    | Distacco |
| ---- | ----------------- | -------- | -------- | -------- |
|      | Jonas Müller      | Austria  | 1'25"478 | –        |
|      | Max Langenhan     | Germania | 1'25"582 | +0"104   |
|      | David Gleirscher  | Austria  | 1'25"599 | +0"121   |
| 4    | Felix Loch        | Germania | 1'25"623 | +0"145   |
| 5    | Kristers Aparjods | Lettonia | 1'25"772 | +0"294   |
| 6    | Wolfgang Kindl    | Austria  | 1'25"907 | +0"429   |
| 7    | Timon Grancagnolo | Germania | 1'25"967 | +0"489   |
| 8    | David Nößler      | Germania | 1'26"030 | +0"552   |
| 9    | Gints Bērziņš     | Lettonia | 1'26"050 | +0"572   |
| 10   | Nico Gleirscher   | Austria  | 1'26"065 | +0"587   |

### Doppio donne
La gara fu disputata il 28 gennaio 2023 nell'arco di due manches e presero parte alla competizione 30 atlete in rappresentanza di 7 differenti nazioni; campionesse uscenti erano le tedesche Jessica Degenhardt e Cheyenne Rosenthal, che riuscirono a bissare il titolo davanti alle austriache Selina Egle e Lara Kipp ed alle italiane Andrea Vötter e Marion Oberhofer; sia per le austriache sia per le italiane questo fu il primo podio iridato nella specialità.
La speciale classifica riservata alle atlete under 23 vide primeggiare le tedesche Jessica Degenhardt e Cheyenne Rosenthal e sulle austriache Selina Egle e Lara Kipp e sulle lettoni Anda Upīte e Sanija Ozoliņa, classificatesi rispettivamente prime, seconde e quarte nella gara senior.
| Pos. | Atlete                                | Nazione     | Tempo    | Distacco |
| ---- | ------------------------------------- | ----------- | -------- | -------- |
|      | Jessica Degenhardt Cheyenne Rosenthal | Germania    | 1'17"619 | –        |
|      | Selina Egle Lara Kipp                 | Austria     | 1'17"745 | +0"126   |
|      | Andrea Vötter Marion Oberhofer        | Italia      | 1'17"806 | +0"187   |
| 4    | Anda Upīte Sanija Ozoliņa             | Lettonia    | 1'18"173 | +0"554   |
| 5    | Nadia Falkensteiner Annalena Huber    | Italia      | 1'18"431 | +0"812   |
| 6    | Chevonne Forgan Sophia Kirkby         | Stati Uniti | 1'18"472 | +0"853   |
| 7    | Lisa Zimmermann Dorothea Schwarz      | Austria     | 1'18"524 | +0"905   |
| 8    | Marta Robežniece Kitija Bogdanova     | Lettonia    | 1'18"606 | +0"987   |
| 9    | Maya Chan Reannyn Weiler              | Stati Uniti | 1'18"796 | +1"177   |
| 10   | Viktorija Ziediņa Selīna Zvilna       | Lettonia    | 1'18"826 | +1"207   |

### Doppio uomini
La gara fu disputata il 28 gennaio 2023 nell'arco di due manches e presero parte alla competizione 40 atleti in rappresentanza di 12 differenti nazioni; campioni uscenti erano i tedeschi Toni Eggert e Sascha Benecken, che riuscirono a bissare il titolo -il loro quinto consecutivo- davanti ai connazionali Tobias Wendl e Tobias Arlt, già tre volte campioni del Mondo in precedenza, ed agli austriaci Yannick Müller e Armin Frauscher, al loro primo podio iridato nella specialità.
La speciale classifica riservata agli atleti under 23 vide primeggiare gli statunitensi Zachary DiGregorio e Sean Hollander sugli austriaci Juri Gatt e Riccardo Schöpf e sui lettoni Eduards Ševics-Mikeļševics e Lūkass Krasts, classificatisi rispettivamente settimi, ottavi e dodicesimi nella gara senior.
| Pos. | Atleti                            | Nazione  | Tempo    | Distacco |
| ---- | --------------------------------- | -------- | -------- | -------- |
|      | Toni Eggert Sascha Benecken       | Germania | 1'23"517 | –        |
|      | Tobias Wendl Tobias Arlt          | Germania | 1'23"688 | +0"171   |
|      | Yannick Müller Armin Frauscher    | Austria  | 1'23"709 | +0"192   |
| 4    | Thomas Steu Lorenz Koller         | Austria  | 1'23"907 | +0"390   |
| 5    | Mārtiņš Bots Roberts Plūme        | Lettonia | 1'24"002 | +0"485   |
| 6    | Emanuel Rieder Simon Kainzwaldner | Italia   | 1'24"090 | +0"573   |
| 7    | Zachary DiGregorio Sean Hollander | Austria  | 1'24"132 | +0"615   |
| 8    | Juri Gatt Riccardo Schöpf         | Austria  | 1'24"277 | +0"760   |
| 9    | Hannes Orlamünder Paul Gubitz     | Germania | 1'24"318 | +0"801   |
| 10   | Ludwig Rieder Patrick Rastner     | Italia   | 1'24"404 | +0"887   |

### Sprint singolo donne
La gara fu disputata il 27 gennaio 2023 in un'unica manche in cui ebbero diritto a partecipare le prime 15 classificate al termine della prova di qualificazione svoltasi la mattina stessa e che vide al via 37 atlete in rappresentanza di 17 differenti nazioni; campionessa uscente era la tedesca Julia Taubitz, che concluse la prova al secondo posto, ed il titolo fu conquistato dalla connazionale Dajana Eitberger, già altre tre volte a medaglia nel singolo sprint, mentre terza giunse l'altra teutonica Anna Berreiter, già argento in una precedente rassegna nel medesimo evento.
| Pos. | Atlete           | Nazione     | Tempo  | Distacco |
| ---- | ---------------- | ----------- | ------ | -------- |
|      | Dajana Eitberger | Germania    | 26"204 | –        |
|      | Julia Taubitz    | Germania    | 26"205 | +0"001   |
|      | Anna Berreiter   | Germania    | 26"232 | +0"028   |
| 4    | Merle Fräbel     | Germania    | 26"248 | +0"044   |
| 5    | Madeleine Egle   | Austria     | 26"302 | +0"098   |
| 5    | Lisa Schulte     | Austria     | 26"302 | +0"098   |
| 7    | Kendija Aparjode | Lettonia    | 26"344 | +0"140   |
| 8    | Brittney Arndt   | Stati Uniti | 26"379 | +0"175   |
| 9    | Natalie Maag     | Svizzera    | 26"387 | +0"183   |
| 10   | Sigita Bērziņa   | Lettonia    | 26"469 | +0"265   |

### Sprint singolo uomini
La gara fu disputata il 27 gennaio 2023 in un'unica manche in cui ebbero diritto a partecipare i primi 15 classificati al termine della prova di qualificazione svoltasi la mattina stessa e che vide al via 31 atleti in rappresentanza di 15 differenti nazioni; campione uscente era l'austriaco Nico Gleirscher, che concluse la prova al sesto posto, ed il titolo fu conquistato dal tedesco Felix Loch, già un'altra volta campione del Mondo nel singolo sprint, davanti all'austriaco Jonas Müller, anch'egli già un'altra volta medaglia d'oro nel medesimo evento, ed all'altro teutonico Max Langenhan, al suo primo podio iridato nella specialità.
| Pos. | Atleti              | Nazione  | Tempo  | Distacco |
| ---- | ------------------- | -------- | ------ | -------- |
|      | Felix Loch          | Germania | 33"544 | –        |
|      | Jonas Müller        | Austria  | 33"617 | +0"073   |
|      | Max Langenhan       | Germania | 33"666 | +0"122   |
| 4    | David Gleirscher    | Austria  | 33"739 | +0"195   |
| 5    | Kristers Aparjods   | Lettonia | 33"744 | +0"200   |
| 6    | Nico Gleirscher     | Austria  | 33"757 | +0"213   |
| 7    | Dominik Fischnaller | Italia   | 33"782 | +0"238   |
| 8    | Wolfgang Kindl      | Austria  | 33"811 | +0"267   |
| 9    | David Nößler        | Germania | 33"865 | +0"321   |
| 10   | Timon Grancagnolo   | Germania | 33"877 | +0"333   |

### Sprint doppio donne
La gara fu disputata il 27 gennaio 2023 in un'unica manche in cui ebbero diritto a partecipare i primi 15 doppi classificati al termine della prova di qualificazione svoltasi la mattina stessa e che vide al via 30 atlete in rappresentanza di 7 differenti nazioni; il titolo, il primo in questa specialità, fu conquistato dalle tedesche Jessica Degenhardt e Cheyenne Rosenthal davanti alle austriache Selina Egle e Lara Kipp ed alle italiane Andrea Vötter e Marion Oberhofer.
| Pos. | Atlete                                | Nazione     | Tempo  | Distacco |
| ---- | ------------------------------------- | ----------- | ------ | -------- |
|      | Jessica Degenhardt Cheyenne Rosenthal | Germania    | 31"205 | –        |
|      | Selina Egle Lara Kipp                 | Austria     | 31"221 | +0"016   |
|      | Andrea Vötter Marion Oberhofer        | Italia      | 31"228 | +0"023   |
| 4    | Nadia Falkensteiner Annalena Huber    | Italia      | 31"478 | +0"273   |
| 5    | Anda Upīte Sanija Ozoliņa             | Lettonia    | 31"502 | +0"297   |
| 6    | Chevonne Forgan Sophia Kirkby         | Stati Uniti | 31"522 | +0"317   |
| 7    | Marta Robežniece Kitija Bogdanova     | Lettonia    | 31"606 | +0"401   |
| 8    | Viktorija Ziediņa Selīna Zvilna       | Lettonia    | 31"615 | +0"410   |
| 9    | Maya Chan Reannyn Weiler              | Stati Uniti | 31"631 | +0"426   |
| 10   | Annika Krause Magdalena Matschina     | Germania    | 31"704 | +0"499   |

### Sprint doppio uomini
La gara fu disputata il 27 gennaio 2023 in un'unica manche in cui ebbero diritto a partecipare i primi 15 doppi classificati al termine della prova di qualificazione svoltasi la mattina stessa e che vide al via 40 atleti in rappresentanza di 12 differenti nazioni; campioni uscenti erano i tedeschi Tobias Wendl e Tobias Arlt, che conclusero la prova al secondo posto, ed il titolo fu conquistato dai connazionali Toni Eggert e Sascha Benecken, già un'altra volta campioni del Mondo nel doppio sprint, mentre terzi giunsero gli austriaci Yannick Müller e Armin Frauscher, al loro primo podio iridato nella specialità.
| Pos. | Atleti                                   | Nazione     | Tempo  | Distacco |
| ---- | ---------------------------------------- | ----------- | ------ | -------- |
|      | Toni Eggert Sascha Benecken              | Germania    | 26"248 | –        |
|      | Tobias Wendl Tobias Arlt                 | Germania    | 26"284 | +0"036   |
|      | Yannick Müller Armin Frauscher           | Austria     | 26"317 | +0"069   |
| 4    | Mārtiņš Bots Roberts Plūme               | Lettonia    | 26"371 | +0"123   |
| 5    | Emanuel Rieder Simon Kainzwaldner        | Italia      | 26"421 | +0"173   |
| 6    | Hannes Orlamünder Paul Gubitz            | Germania    | 26"457 | +0"209   |
| 7    | Thomas Steu Lorenz Koller                | Austria     | 26"462 | +0"214   |
| 8    | Eduards Ševics-Mikeļševics Lūkass Krasts | Lettonia    | 26"555 | +0"307   |
| 9    | Ludwig Rieder Patrick Rastner            | Italia      | 26"613 | +0"365   |
| 10   | Zachary DiGregorio Sean Hollander        | Stati Uniti | 26"646 | +0"398   |

### Gara a squadre
La gara fu disputata il 29 gennaio 2023 e ogni squadra nazionale prese parte alla competizione con un'unica formazione; nello specifico la prova vide la partenza di una "staffetta" composta da una singolarista donna, un singolarista uomo e da un doppio, che scesero lungo il tracciato consecutivamente senza interruzione dei tempi tra un componente e l'altro per ognuna delle 11 formazioni in gara; il tempo totale così ottenuto laureò campione la nazionale tedesca di Anna Berreiter, Max Langenhan, Toni Eggert e Sascha Benecken davanti alla squadra austriaca composta da Madeleine Egle, Jonas Müller, Yannick Müller e Armin Frauscher ed a quella lettone formata da Kendija Aparjode, Kristers Aparjods, Mārtiņš Bots e Roberts Plūme.
| Pos. | Nazione     | Atleti                                                                       | Tempo    | Distacco |
| ---- | ----------- | ---------------------------------------------------------------------------- | -------- | -------- |
|      | Germania    | Anna Berreiter Max Langenhan Toni Eggert / Sascha Benecken                   | 2'22"266 | –        |
|      | Austria     | Madeleine Egle Jonas Müller Yannick Müller / Armin Frauscher                 | 2'22"289 | +0"023   |
|      | Lettonia    | Kendija Aparjode Kristers Aparjods Mārtiņš Bots / Roberts Plūme              | 2'22"666 | +0"400   |
| 4    | Italia      | Andrea Vötter Dominik Fischnaller Emanuel Rieder / Simon Kainzwaldner        | 2'23"001 | +0"735   |
| 5    | Stati Uniti | Summer Britcher Tucker West Zachary DiGregorio / Sean Hollander              | 2'23"229 | +0"963   |
| 6    | Polonia     | Klaudia Domaradzka Mateusz Sochowicz Wojciech Chmielewski / Jakub Kowalewski | 2'24"563 | +2"297   |
| 7    | Slovacchia  | Katarína Šimoňáková Jozef Ninis Tomáš Vaverčák / Matej Zmij                  | 2'24"877 | +2"611   |
| 8    | Ucraina     | Julianna Tunyc'ka Andrij Mandzij Ihor Hoi / Rostyslav Levkovyč               | 2'25"256 | +2"990   |
| 9    | Romania     | Raluca Strămăturaru Valentin Crețu Tudor-Ștefan Handaric / Sebastian Motzca  | 2'25"892 | +3"626   |
| 10   | Canada      | Trinity Ellis Dylan Morse Devin Wardrope / Cole Zajanski                     | 2'36"139 | +13"873  |

## Medagliere
| Pos.   | Nazione  | Oro | Argento | Bronzo | Totale |
| ------ | -------- | --- | ------- | ------ | ------ |
| 1      | Germania | 8   | 5       | 3      | 16     |
| 2      | Austria  | 1   | 4       | 3      | 8      |
| 3      | Italia   | 0   | 0       | 2      | 2      |
| 4      | Lettonia | 0   | 0       | 1      | 1      |
| Totale | Totale   | 9   | 9       | 9      | 27     |